# ウクライナ憲法
ウクライナ憲法（ウクライナけんぽう、ウクライナ語: Конституція України）は、ウクライナの憲法である。

## 概要
1996年6月28日にウクライナ最高議会によって可決された。6月28日（「憲法記念日」）は国民祝日となっている。
「総則」、「国民の権利」、「自由及び義務」、「選挙、国民投票」、「ウクライナ最高議会」、「ウクライナ大統領」、「ウクライナ閣僚会議」、「その他行政組織」、「検察庁」、「司法」、「ウクライナ領土」、「クリミア自治共和国」、「地方自治」、「ウクライナ憲法裁判所」、「ウクライナ憲法改正手順」、「雑則」、「経過規定」という15章から構成される。
- ウクライナ憲法記念切手

2004年に憲法改正が命令委託に関して行われたものの、2010年にはヴィクトル・ヤヌコーヴィチ大統領によって撤回された。しかし2014年ウクライナ騒乱を受けて2004年の憲法に差し戻された。2019年2月7日には、ペトロ・ポロシェンコ大統領の下で、再び憲法改正がなされ、欧州連合と北大西洋条約機構への加盟を目指す方針が明記されるに至る。